# 長谷川孝治 (劇作家)
長谷川 孝治（はせがわ こうじ、1956年10月23日 - 2023年1月21日）は、日本の劇作家・演出家。「弘前劇場」主宰。青森県立美術館舞台芸術総監督。

## 生涯
青森県浪岡町（現青森市）生まれ。1978年、立正大学文学部哲学科に入学、福士賢治（俳優）、野村眞仁（舞台監督）らと劇団「弘前劇場」を旗揚げ。当初は弘前市を本拠地とし、現在は青森市。
1995年「職員室の午後」で第1回日本劇作家協会最優秀新人戯曲賞受賞。2001年、『FRAGMENT VII「アザミ」』で岸田國士戯曲賞にノミネートされる。
2012年、大林宣彦監督『この空の花 長岡花火物語』の脚本を執筆、2015年長谷川の「なななのか」を原作とした『野のなななのか』が制作された。
2023年1月21日、胃癌のため死去。66歳没。

## 著書
- 『長谷川孝治戯曲集　弘前劇場の二つの場所』ボイド真理子/ドン・ケニー/ジョン・Ｄ・スウェイン英訳　太田出版 2003
- 『地域と演劇弘前劇場の三十年』寿郎社 2008
- 『さまよえる演劇人』無明舎出版 2009